# Fraisse
Pour les articles homonymes, voir Fraisse (homonymie).
Pour l’article ayant un titre homophone, voir Fraisses.
Fraisse est une commune française située dans le département de la Dordogne, en région Nouvelle-Aquitaine.

## Géographie

### Généralités
Dans le quart sud-ouest du département de la Dordogne, dans le Landais, Fraisse est une commune située dans l'aire d'attraction de Bergerac. Elle est arrosée par la Lidoire.
À quelques centaines de mètres de la route départementale (RD) 16, le petit bourg de Fraisse se situe, en distances orthodromiques, douze kilomètres au sud-sud-ouest de Mussidan, quatorze kilomètres au sud-est de Montpon-Ménestérol et seize kilomètres au nord-ouest du centre-ville de Bergerac.
La commune est également desservie par la RD 20.

### Communes limitrophes
Fraisse est limitrophe de sept autres communes dont Beaupouyet au nord-ouest sur environ 220 mètres.
| Beaupouyet, Saint-Géraud-de-Corps | Saint-Géry | Bosset                   |
|                                   | Fraisse    | Saint-Georges-Blancaneix |
| Monfaucon                         |            | Saint-Pierre-d'Eyraud    |

### Géologie et relief

#### Géologie
Situé sur la plaque nord du Bassin aquitain et bordé à son extrémité nord-est par une frange du Massif central, le département de la Dordogne présente une grande diversité géologique. Les terrains sont disposés en profondeur en strates régulières, témoins d'une sédimentation sur cette ancienne plate-forme marine. Le département peut ainsi être découpé sur le plan géologique en quatre gradins différenciés selon leur âge géologique. Fraisse est située dans le quatrième gradin à partir du nord-est, un plateau formé de dépôts siliceux-gréseux et de calcaires lacustres de l'ère tertiaire.
Les couches affleurantes sur le territoire communal sont constituées de formations superficielles du Quaternaire et de roches sédimentaires datant du Cénozoïque. La formation la plus ancienne, notée e7, est la formation Boisbreteau inférieur, un sable fin silto-argileux marron, à petits graviers et débris de cuirasses ferrugineuses, argile silteuse (Priabonien supérieur continental). La formation la plus récente, notée CF, fait partie des formations superficielles de type colluvions indifférenciées sablo-argileuses et argilo-sableuses. Le descriptif de ces couches est détaillé dans  la feuille « no 805 - Sainte-Foy-la-Grande » de la carte géologique au 1/50 000 de la France métropolitaine, et sa notice associée.

Carte géologique de Fraisse.

#### Relief et paysages
Le département de la Dordogne se présente comme un vaste plateau incliné du nord-est (491 m, à la forêt de Vieillecour dans le Nontronnais, à Saint-Pierre-de-Frugie) au sud-ouest (2 m à Lamothe-Montravel). L'altitude du territoire communal varie quant à elle entre 39 m et 135 m,.
Dans le cadre de la Convention européenne du paysage entrée en vigueur en France le 1er juillet 2006, renforcée par la loi du 8 août 2016 pour la reconquête de la biodiversité, de la nature et des paysages, un atlas des paysages de la Dordogne a été élaboré sous maîtrise d’ouvrage de l’État et publié en octobre 2020. Les paysages du département s'organisent en huit unités paysagères et 14 sous-unités. La commune fait partie du Landais, au sein de l'unité de paysage « La Double et le Landais », deux plateaux ondulés, dont la pente générale descend de l'est vers l'ouest. À l'est, les altitudes atteignent ainsi les 200 m pour les plus élevées (206 m au sud de Vallereuil). Vers l'ouest, le relief s’adoucit et les altitudes maximales culminent autour des 100 mètres. Les paysages sont forestiers aux horizons limités, avec peu de repères, ponctués de clairières agricoles habitées.
La superficie cadastrale de la commune publiée par l'Insee, qui sert de référence dans toutes les statistiques, est de 21,50 km2,,. La superficie géographique, issue de la BD Topo, composante du Référentiel à grande échelle produit par l'IGN, est quant à elle de 21,45 km2.

### Hydrographie

#### Réseau hydrographique
La commune est située dans le bassin de la Dordogne au sein du Bassin Adour-Garonne. Elle est drainée par la Lidoire, le Martarieux, la Gouyne, la Gouyne et par divers petits cours d'eau, qui constituent un réseau hydrographique de 32 km de longueur totale,.
La Lidoire, d'une longueur totale de 49,46 km, prend sa source dans la commune de Bosset et se jette en rive droite de la Dordogne en limite de Castillon-la-Bataille et Lamothe-Montravel, face à Mouliets-et-Villemartin,. Elle traverse la commune du nord-est à l'ouest sur près de huit kilomètres, dont six kilomètres et demi servent de limite naturelle en deux tronçons, face à Bosset et Saint-Géraud-de-Corps.
Le Martarieux, d'une longueur totale de 13,57 km, prend sa source dans le nord du territoire communal, près du lieu-dit la Gratade, et se jette dans l'Isle en rive gauche à Saint-Laurent-des-Hommes,. Il arrose le territoire communal sur plus de 500 mètres.
La Gouyne prend sa source dans la commune de Monfaucon et se jette dans le Barailler en rive droite à Saint-Pierre-d'Eyraud. Elle sert de limite naturelle à la commune au sud-ouest sur trois kilomètres, face à Monfaucon. Son affluent de même nom en rive gauche en fait autant sur un kilomètre et demi au sud-est, face à Saint-Pierre-d'Eyraud.

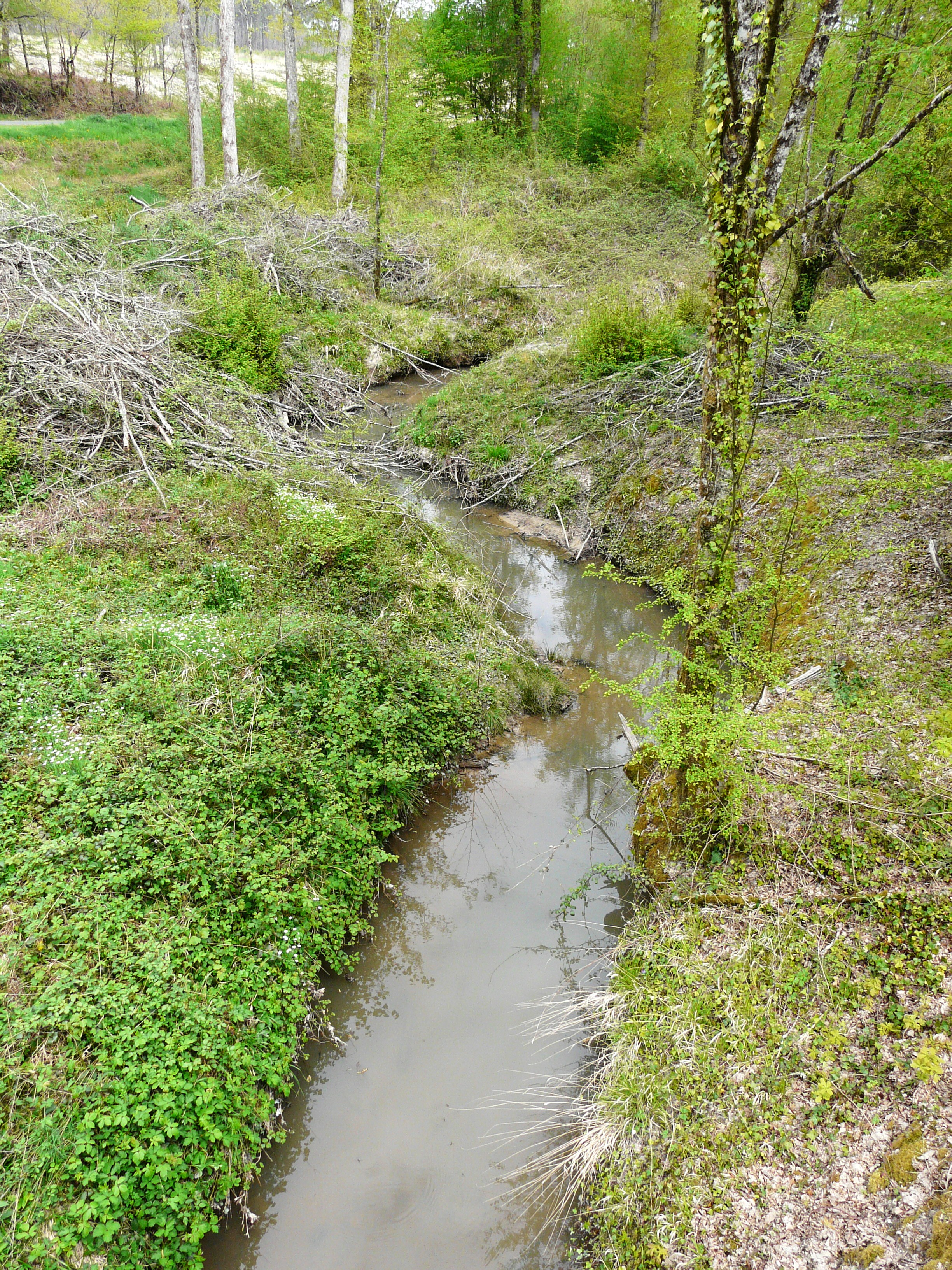
La Lidoire au pont de la RD 13.
Réseaux hydrographique et routier de Fraisse.
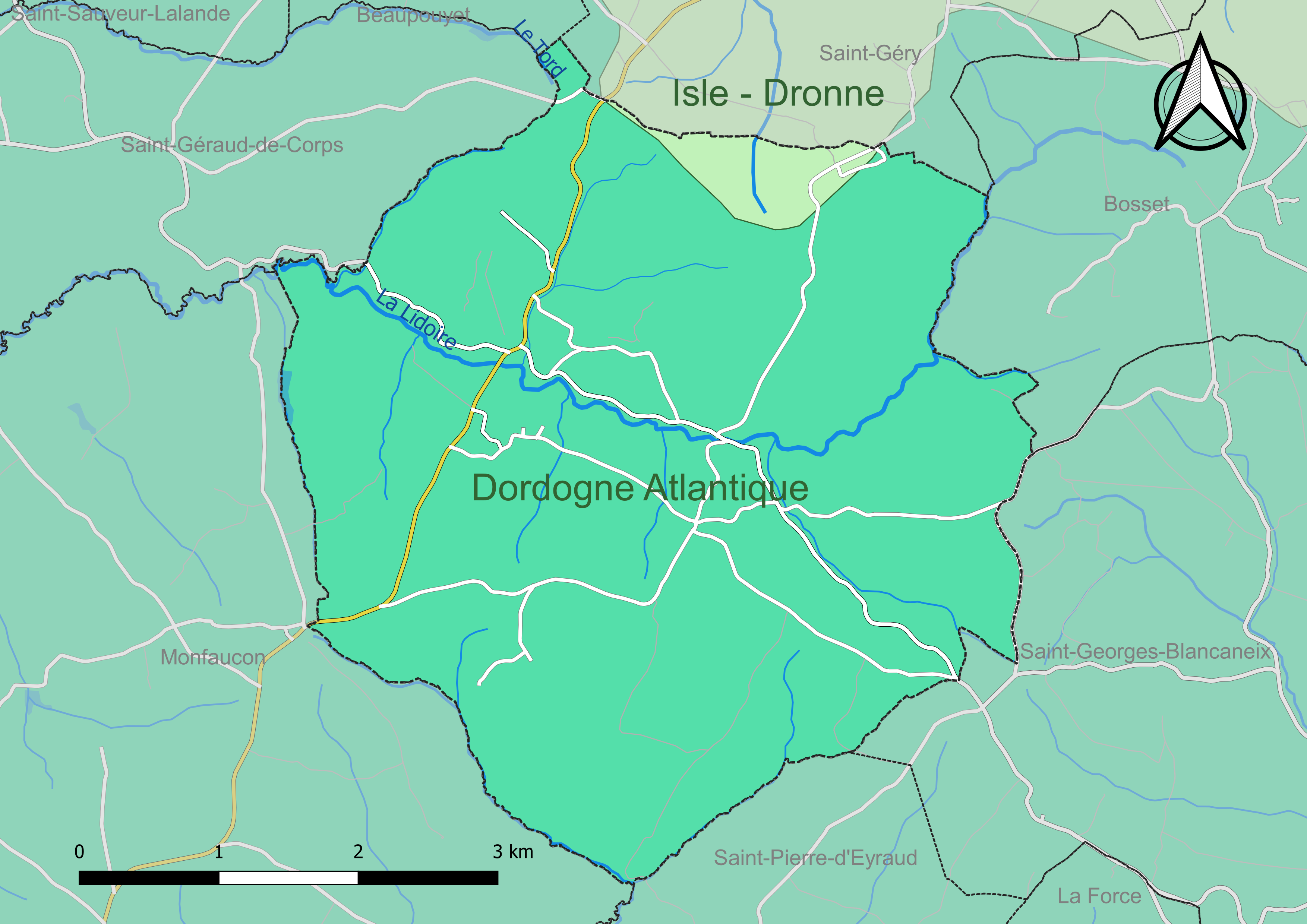
Carte des schémas d'aménagement et de gestion des eaux (SAGE) couvrant le territoire communal de Fraisse.

#### Gestion et qualité des eaux
Le territoire communal est couvert par les schémas d'aménagement et de gestion des eaux (SAGE) « Dordogne Atlantique » et « Isle - Dronne ». Le SAGE « Dordogne Atlantique », dont le territoire correspond au sous‐bassin le plus aval du bassin versant de la Dordogne (aval de la confluence Dordogne - Vézère)., d'une superficie de 2 700 km2 est en cours d'élaboration. La structure porteuse de l'élaboration et de la mise en œuvre est l'établissement public territorial de bassin de la Dordogne (EPIDOR). Le SAGE « Isle - Dronne », dont le territoire regroupe les bassins versants de l'Isle et de la Dronne, d'une superficie de 7 500 km2, a été approuvé le 2 août 2021. La structure porteuse de l'élaboration et de la mise en œuvre est également l'EPIDOR. Ils définissent chacun sur leur territoire les objectifs généraux d’utilisation, de mise en valeur et de protection quantitative et qualitative des ressources en eau superficielle et souterraine, en respect des objectifs de qualité définis dans le troisième SDAGE  du Bassin Adour-Garonne qui couvre la période 2022-2027, approuvé le 10 mars 2022. La majeure partie du territoire communal dépend du SAGE Dordogne Atlantique. Seule une petite zone au nord, correspondant au bassin versant du Martarieux, est rattachée au SAGE Isle - Dronne.
La qualité des eaux de baignade et des cours d’eau peut être consultée sur un site dédié géré par les agences de l’eau et l’Agence française pour la biodiversité.

### Climat
Pour des articles plus généraux, voir Climat de la Nouvelle-Aquitaine et Climat de la Dordogne.
Historiquement, la commune est exposée à un climat océanique aquitain.  
En 2020, Météo-France publie une typologie des climats de la France métropolitaine dans laquelle la commune est exposée à un climat océanique et est dans la région climatique  Aquitaine, Gascogne, caractérisée par une pluviométrie abondante au printemps, modérée en automne, un faible ensoleillement au printemps, un été chaud (19,5 °C), des vents faibles, des brouillards fréquents en automne et en hiver et des orages fréquents en été (15 à 20 jours).
Pour la période 1971-2000, la température annuelle moyenne est de 12,7 °C, avec  une amplitude thermique annuelle de 15,2 °C. Le cumul annuel moyen de précipitations est de 853 mm, avec 11,8 jours de précipitations en janvier et 6,9 jours en juillet. Pour la période 1991-2020, la température moyenne annuelle observée sur la station météorologique la plus proche, située sur la commune de Port-Sainte-Foy-et-Ponchapt à 12 km à vol d'oiseau, est de 13,8 °C et le cumul annuel moyen de précipitations est de 809,4 mm,. Pour l'avenir, les paramètres climatiques de la commune estimés pour 2050 selon différents scénarios d’émission de gaz à effet de serre sont consultables sur un site dédié publié par Météo-France en novembre 2022.

## Urbanisme

### Typologie
Au 1er janvier 2024, Fraisse est catégorisée commune rurale à habitat très dispersé, selon la nouvelle grille communale de densité à 7 niveaux définie par l'Insee en 2022.
Elle est située hors unité urbaine. Par ailleurs la commune fait partie de l'aire d'attraction de Bergerac, dont elle est une commune de la couronne,. Cette aire, qui regroupe 73 communes, est catégorisée dans les aires de 50 000 à moins de 200 000 habitants,.

### Occupation des sols
L'occupation des sols de la commune, telle qu'elle ressort de la base de données européenne d’occupation biophysique des sols Corine Land Cover (CLC), est marquée par l'importance des forêts et milieux semi-naturels (74,7 % en 2018), une proportion sensiblement équivalente à celle de 1990 (75 %). La répartition détaillée en 2018 est la suivante : 
forêts (74,7 %), zones agricoles hétérogènes (14,7 %), prairies (9,3 %), terres arables (1,3 %). L'évolution de l’occupation des sols de la commune et de ses infrastructures peut être observée sur les différentes représentations cartographiques du territoire : la carte de Cassini (XVIIIe siècle), la carte d'état-major (1820-1866) et les cartes ou photos aériennes de l'IGN pour la période actuelle (1950 à aujourd'hui).

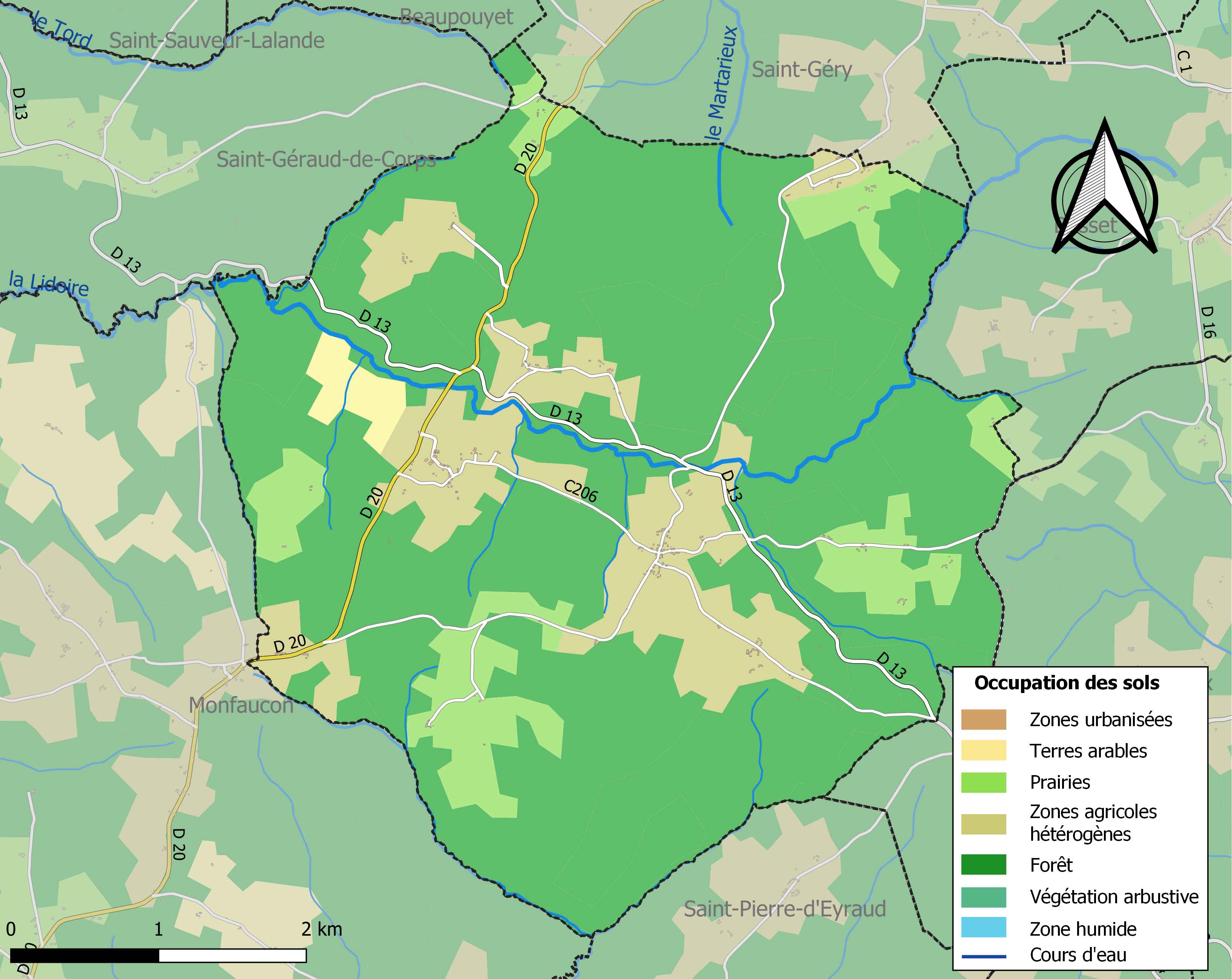
Carte des infrastructures et de l'occupation des sols de la commune en 2018 (CLC).

### Prévention des risques
Le territoire de la commune de Fraisse est vulnérable à différents aléas naturels : météorologiques (tempête, orage, neige, grand froid, canicule ou sécheresse), feux de forêts, mouvements de terrains et séisme (sismicité très faible). Un site publié par le BRGM permet d'évaluer simplement et rapidement les risques d'un bien localisé soit par son adresse soit par le numéro de sa parcelle.
Fraisse est exposée au risque de feu de forêt. L’arrêté préfectoral du 14 mars 2013 fixe les conditions de pratique des incinérations et de brûlage dans un objectif de réduire le risque de départs d’incendie. À ce titre, des périodes sont déterminées : interdiction totale du 15 février au 15 mai et du 15 juin au 15 octobre, utilisation réglementée du 16 mai au 14 juin et du 16 octobre au 14 février. En septembre 2020, un plan inter-départemental de protection des forêts contre les incendies (PidPFCI) a été adopté pour la période 2019-2029,.

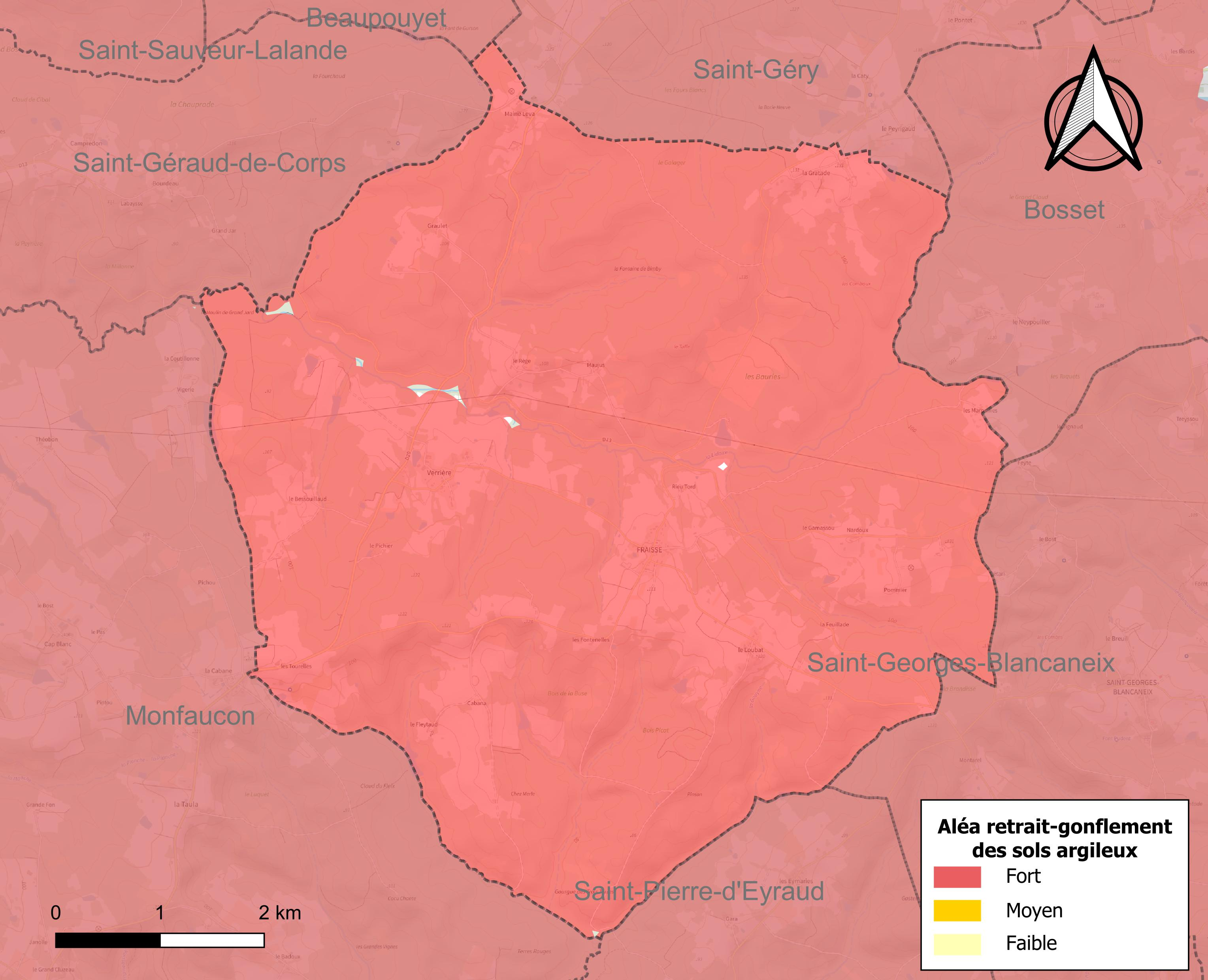
Carte des zones d'aléa retrait-gonflement des sols argileux de Fraisse.

Les mouvements de terrains susceptibles de se produire sur la commune sont des tassements différentiels. Le retrait-gonflement des sols argileux est susceptible d'engendrer des dommages importants aux bâtiments en cas d’alternance de périodes de sécheresse et de pluie. 99,9 % de la superficie communale est en aléa moyen ou fort (58,6 % au niveau départemental et 48,5 % au niveau national métropolitain). Depuis le 1er octobre 2020, en application de la loi ÉLAN, différentes contraintes s'imposent aux vendeurs, maîtres d'ouvrages ou constructeurs de biens situés dans une zone classée en aléa moyen ou fort,.
La commune a été reconnue en état de catastrophe naturelle au titre des dommages causés par les inondations et coulées de boue survenues en 1982 et 1999, par la sécheresse en 2005 et 2011 et par des mouvements de terrain en 1999.

## Toponymie
Source:
La toponymie des lieux d'une communauté humaine est une source d'informations sur son passé. Mais l'étymologie n'étant pas une science exacte des noms ayant évolué par le jeu de l'évolution phonétique peuvent rester très mystérieux. Ce qui suit est une liste de quelques-uns des noms de lieux de la commune de Fraisse avec une interprétation possible.
- Fraisse  en occitan : le frêne qui a pu être l'arbre dominant des forêts entourant le village.
- Cabana, Cabane désigne des habitations précaires.
- Graulet de graule, la corneille en occitan.
- La Gourge des Trois Terres désigne la frontière actuelle entre trois communes : Fraisse, St-Georges de Blancaneix et St-Pierre d'Eyraud, autrefois trois paroisses et peut-être trois seigneuries.
- La Gratade de gratter qui rappelle une position haute difficile d'accès.
- Le Loubat fait référence au loup tant redouté dans les campagnes.
- Le Rege ou Régis qui semble avoir désigné une mesure agraire au XVIIe siècle.
- Les Bauries =  francisation de l'occitan bòria qui signifie  ferme.
- Les Nardoux vient de Léonard.
- Maine Leva  du latin altéré Maynamentum qui signifie domaine et de leva qui désigne une hauteur.
- Maujus terme pré-indo-européen formant une tautologie sur les deux mots Mau = Mara = Mala qu'on trouve dans le toponyme de Maladetta et de Jus déformation de Suc qui tous deux désignent une montagne, ici une hauteur. Ces désignations géographiques tautologiques sont une indication linguistique d'une invasion : l'envahisseur qui ne comprend pas la langue des autochtones ajoute sa propre désignation d'un lieu (montagne, fleuve...) à la désignation des envahis.
- Rieu Tord (occitan riu tòrt) : ruisseau tordu, désigne La Lidoire.
- Verrière désigne une ancienne verrerie. Le nom existe depuis avant le XVe siècle.

En français comme en occitan, la commune porte le même nom.
Sur la planète Mars, en février 2021, l'une des cibles d'analyses poussées effectuées sur un affleurement rocheux par l'astromobile Curiosity de la NASA, est baptisée d'après la commune.

## Histoire
Source:
De nombreux outils de pierre taillée trouvés en divers lieux du territoire communal attestent de la présence de l'homme à Fraisse depuis le paléolithique. Le nom de la commune apparaît pour la première fois en 1364 : Fraxinum propre Mussidanum. L'étymologie du toponyme occitan Fraisse vient du latin fraxinus qui désigne le frêne, arbre mythique qui éloigne les serpents et soigne la malaria.
L'église est dédiée à Saint Martin de Tours qui vivant au IVe siècle fut un bâtisseur de lieux de culte proches de temple gaulois situés à proximité de grands axes de communication.
La toponymie des hameaux du village garde la mémoire d'un passé artisanal.
Verrière a été le lieu d'activité d'une verrerie avant 1668.
La Charbonnière se trouve dans les bois entre Verrière et le Bourg.
De nombreux moulins ont été en activité sur la commune : le moulin Brûlé, le moulin de l'Abbesse, le moulin incertain près de l'actuel étang d'Yves Glady, le moulin à vent de Graulet qui a cessé son activité après 1760.
Au Rège : des forges du XVIIe au XXe siècle.
Au Pichier : des forges encore au XVIIIe siècle.
Du point de vue religieux, Fraisse dépendait de l'ordre de Jérusalem à Condat-sur-Vézère. Les hospitaliers visitaient leurs dépendances tous les cinq ans et les états établis en ces occasions qui sont disponibles aux Archives Départementales de Toulouse constituent une source unique d'information sur le mode de vie des habitants. Un texte de 1489 donne le nom des principaux chefs de famille : Château, Nouel, Bagengette...

## Politique et administration

### Rattachements administratifs et électoraux
Dès 1790, la commune de Fraisse a fait partie du canton de Saint Meard de Gurson qui dépendait du district de Mussidan jusqu'en 1795, date de suppression des districts. Lorsque ce canton est supprimé par la loi du 8 pluviôse an IX (28 janvier 1801) portant sur la « réduction du nombre de justices de paix », la commune est rattachée au canton de Laforce — devenu ensuite le canton de la Force — dépendant de l'arrondissement de Bergerac.
Dans le cadre de la réforme de 2014 définie par le décret du 21 février 2014, ce canton disparaît aux élections départementales de mars 2015. La commune est alors rattachée au canton du Pays de la Force.

### Intercommunalité
Fin décembre 2001, Fraisse intègre dès sa création la communauté de communes Dordogne-Eyraud-Lidoire. Celle-ci est dissoute au 31 décembre 2012 et remplacée au 1er janvier 2013 par la communauté d'agglomération bergeracoise. Celle-ci fusionne avec la communauté de communes des Coteaux de Sigoulès au 1er janvier 2017 pour former la nouvelle communauté d'agglomération bergeracoise.

### Administration municipale
La population de la commune étant comprise entre 100 et 499 habitants au recensement de 2017, onze conseillers municipaux ont été élus en 2020,.

### Liste des maires
| Période                                  | Période   | Identité            | Étiquette | Qualité              |
| ---------------------------------------- | --------- | ------------------- | --------- | -------------------- |
| Les données manquantes sont à compléter. |           |                     |           |                      |
|                                          |           |                     |           |                      |
| 1947                                     | 1983      | Gérard Lajonie      | SE        | Exploitant agricole  |
| 1983                                     | 1995      | Maurice Dudreuilh   | SE        | Exploitant forestier |
| 1995                                     | mars 2008 | Patrick Hivert      | SE        | Directeur d'école    |
| mars 2008                                | mars 2014 | Régis Lajonie       | SE        | Retraité             |
| mars 2014                                | août 2015 | Cyrille Chadeau     |           |                      |
| août 2015 (réélu en mai 2020)            | En cours  | Christophe Gauthier |           | Fonctionnaire        |

## Équipements et services publics

### Justice
Dans le domaine judiciaire, Fraisse relève : 
- du tribunal judiciaire, du tribunal pour enfants, du conseil de prud'hommes et du tribunal de commerce de Bergerac ;
- du pôle Nationalité du tribunal judiciaire de Périgueux (compétent uniquement dans le domaine de la nationalité) ;
- de la cour d'appel, du tribunal administratif et de la  cour administrative d'appel de Bordeaux.

## Population et société

### Démographie
L'évolution du nombre d'habitants est connue à travers les recensements de la population effectués dans la commune depuis 1793. Pour les communes de moins de 10 000 habitants, une enquête de recensement portant sur toute la population est réalisée tous les cinq ans, les populations de référence des années intermédiaires étant quant à elles estimées par interpolation ou extrapolation. Pour la commune, le premier recensement exhaustif entrant dans le cadre du nouveau dispositif a été réalisé en 2008.

En 2022, la commune comptait 173 habitants, en évolution de +1,17 % par rapport à 2016 (Dordogne : +0,37 %, France hors Mayotte : +2,11 %).
| 1793 | 1800 | 1806 | 1821 | 1831 | 1836 | 1841 | 1846 | 1851 |
| ---- | ---- | ---- | ---- | ---- | ---- | ---- | ---- | ---- |
| 612  | 405  | 506  | 562  | 546  | 539  | 526  | 514  | 495  |

| 1856 | 1861 | 1866 | 1872 | 1876 | 1881 | 1886 | 1891 | 1896 |
| ---- | ---- | ---- | ---- | ---- | ---- | ---- | ---- | ---- |
| 527  | 526  | 540  | 465  | 480  | 489  | 473  | 453  | 423  |

| 1901 | 1906 | 1911 | 1921 | 1926 | 1931 | 1936 | 1946 | 1954 |
| ---- | ---- | ---- | ---- | ---- | ---- | ---- | ---- | ---- |
| 401  | 375  | 366  | 279  | 299  | 272  | 267  | 254  | 243  |

| 1962 | 1968 | 1975 | 1982 | 1990 | 1999 | 2006 | 2008 | 2013 |
| ---- | ---- | ---- | ---- | ---- | ---- | ---- | ---- | ---- |
| 190  | 170  | 140  | 129  | 120  | 157  | 152  | 151  | 160  |

| 2018 | 2022 | - | - | - | - | - | - | - |
| ---- | ---- | - | - | - | - | - | - | - |
| 174  | 173  | - | - | - | - | - | - | - |

## Économie

### Emploi
En 2015, parmi la population communale comprise entre 15 et 64 ans, les actifs représentent 79 personnes, soit 46,7 % de la population municipale. Le nombre de chômeurs (six) a légèrement diminué par rapport à 2010 (sept) et le taux de chômage de cette population active s'établit à 8,0 %.

### Établissements
Au 31 décembre 2015, la commune compte neuf établissements, dont quatre au niveau des commerces, transports ou services, deux dans l'agriculture, la sylviculture ou la pêche, deux relatifs au secteur administratif, à l'enseignement, à la santé ou à l'action sociale, et un dans la construction.

## Culture locale et patrimoine

### Lieux et monuments
Fraisse est un hameau typique du Périgord avec un habitat très dispersé. Le bourg ne comporte que quelques habitations mais il regroupe les lieux de socialisation : l'école, la mairie et l'église.

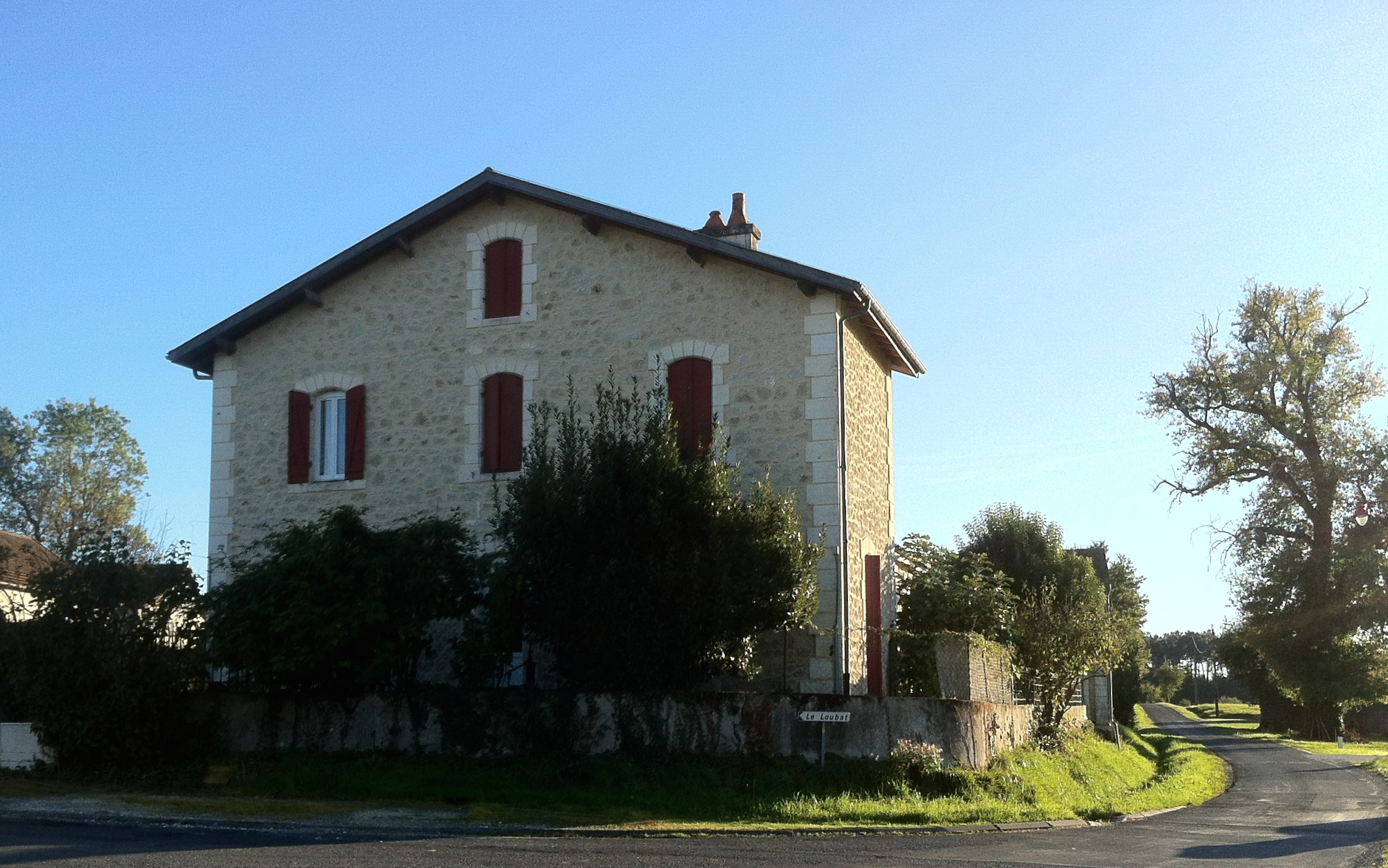
L'ancienne école.
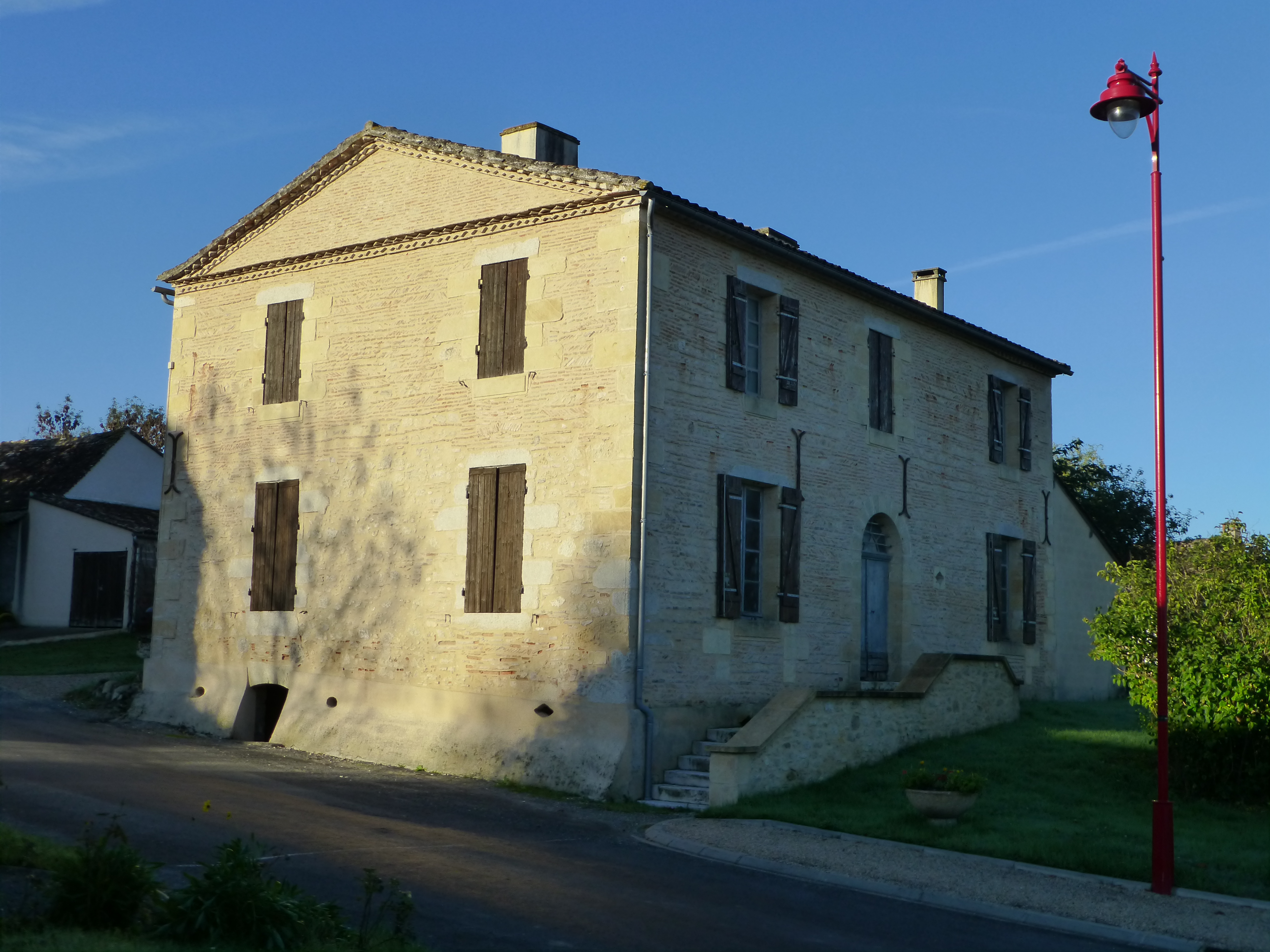
L'ancien presbytère.
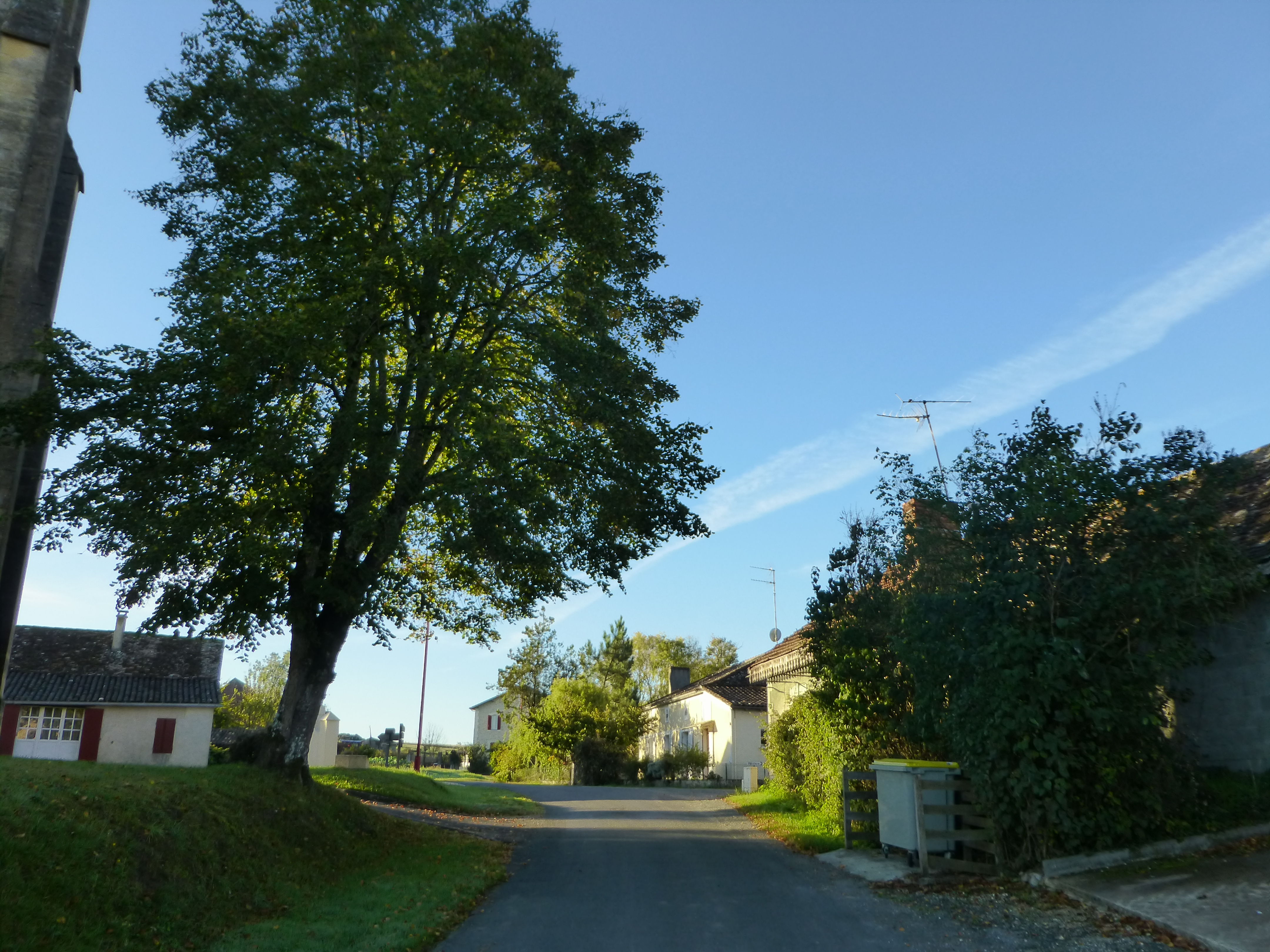
Vue du bourg de Fraisse
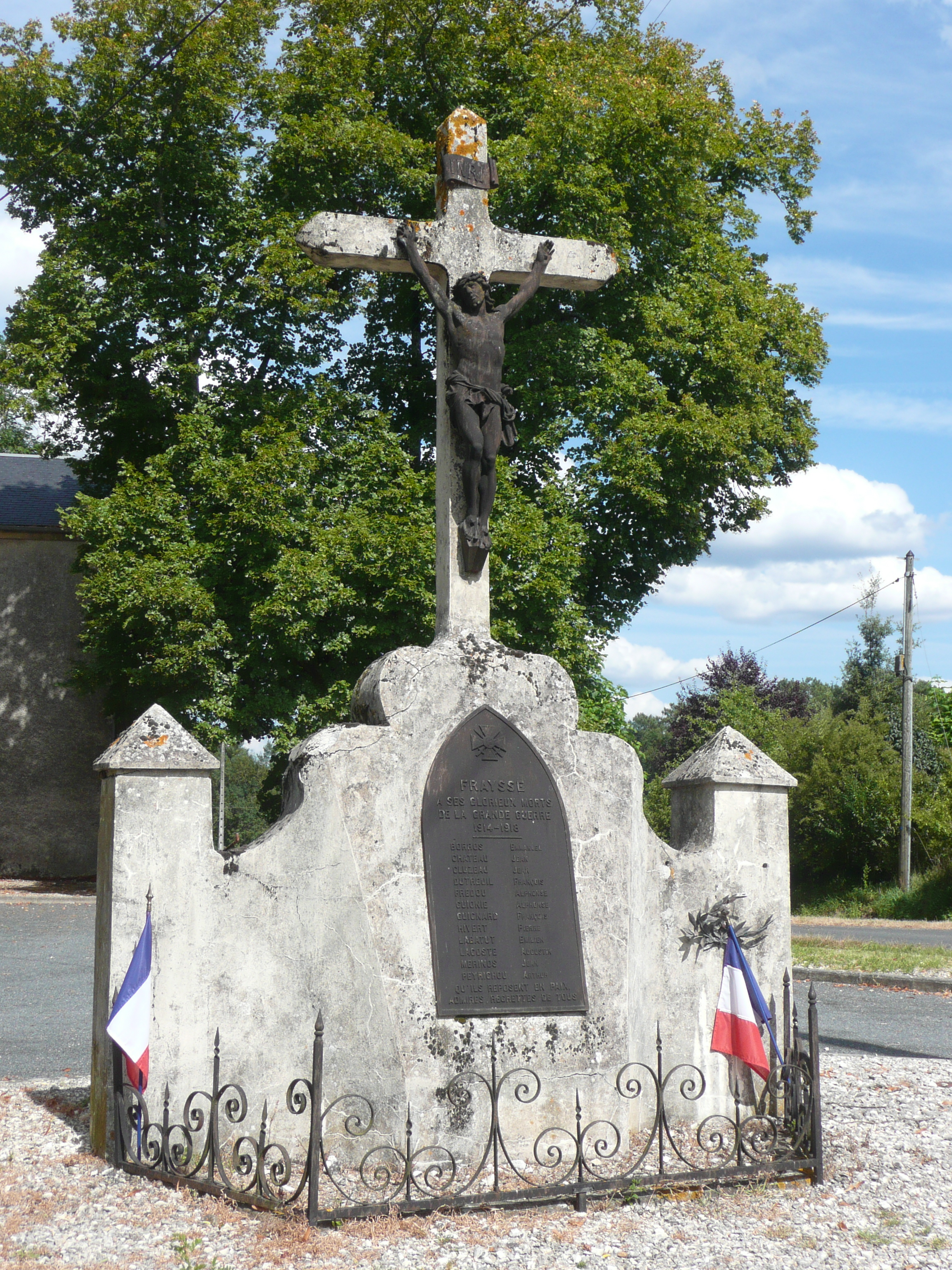
Le monument aux morts
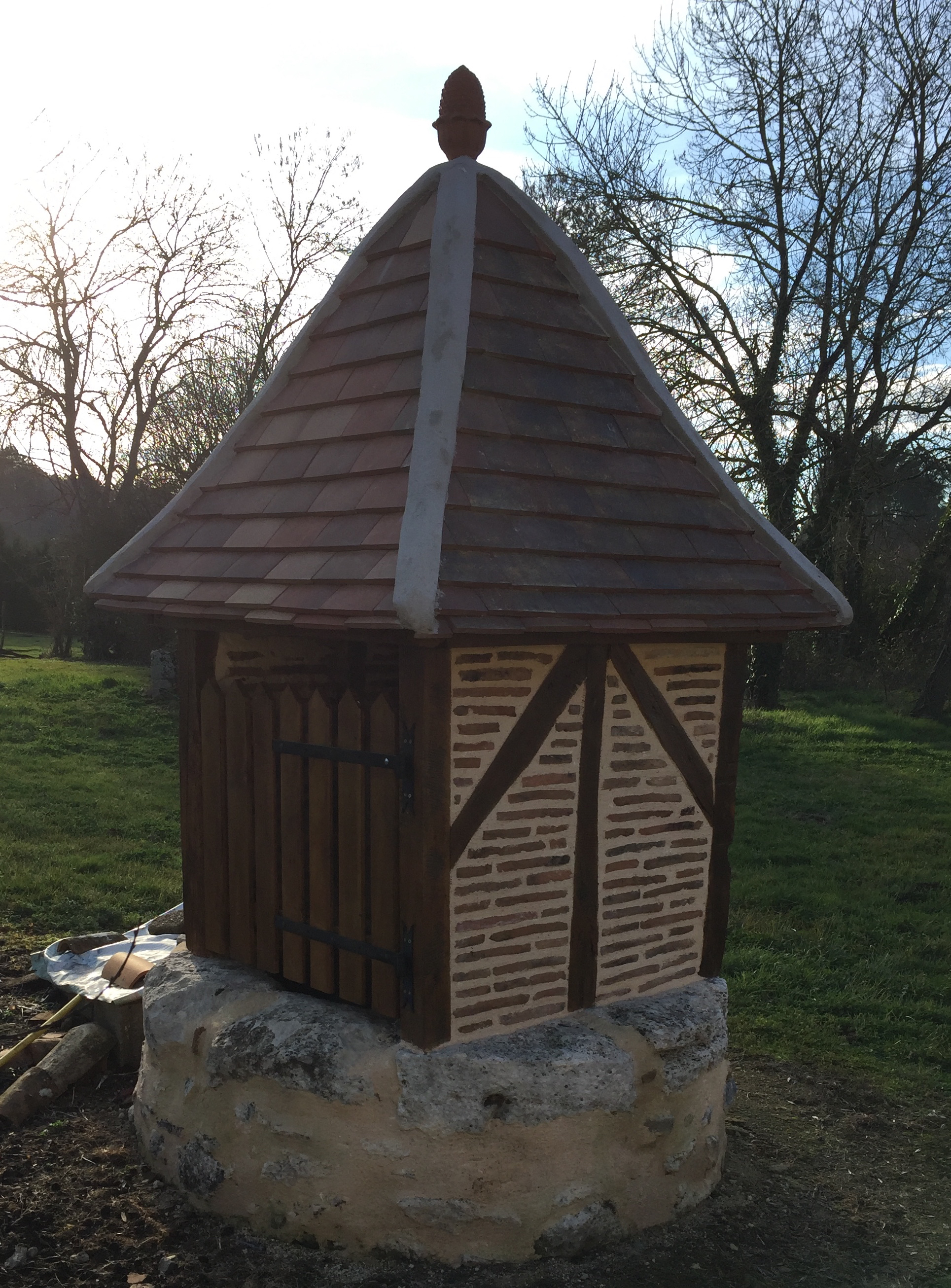
Puits couvert
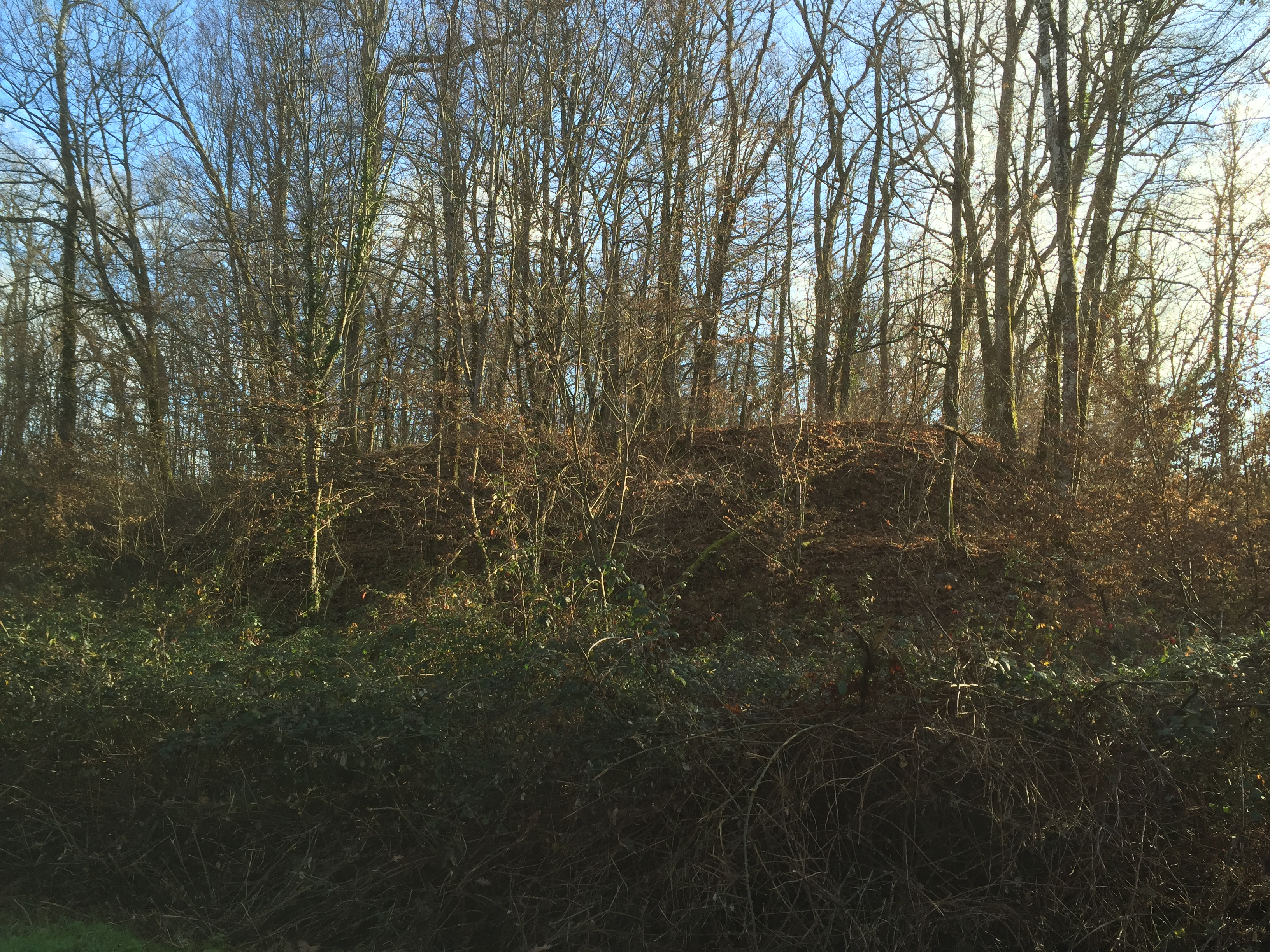
La motte féodale
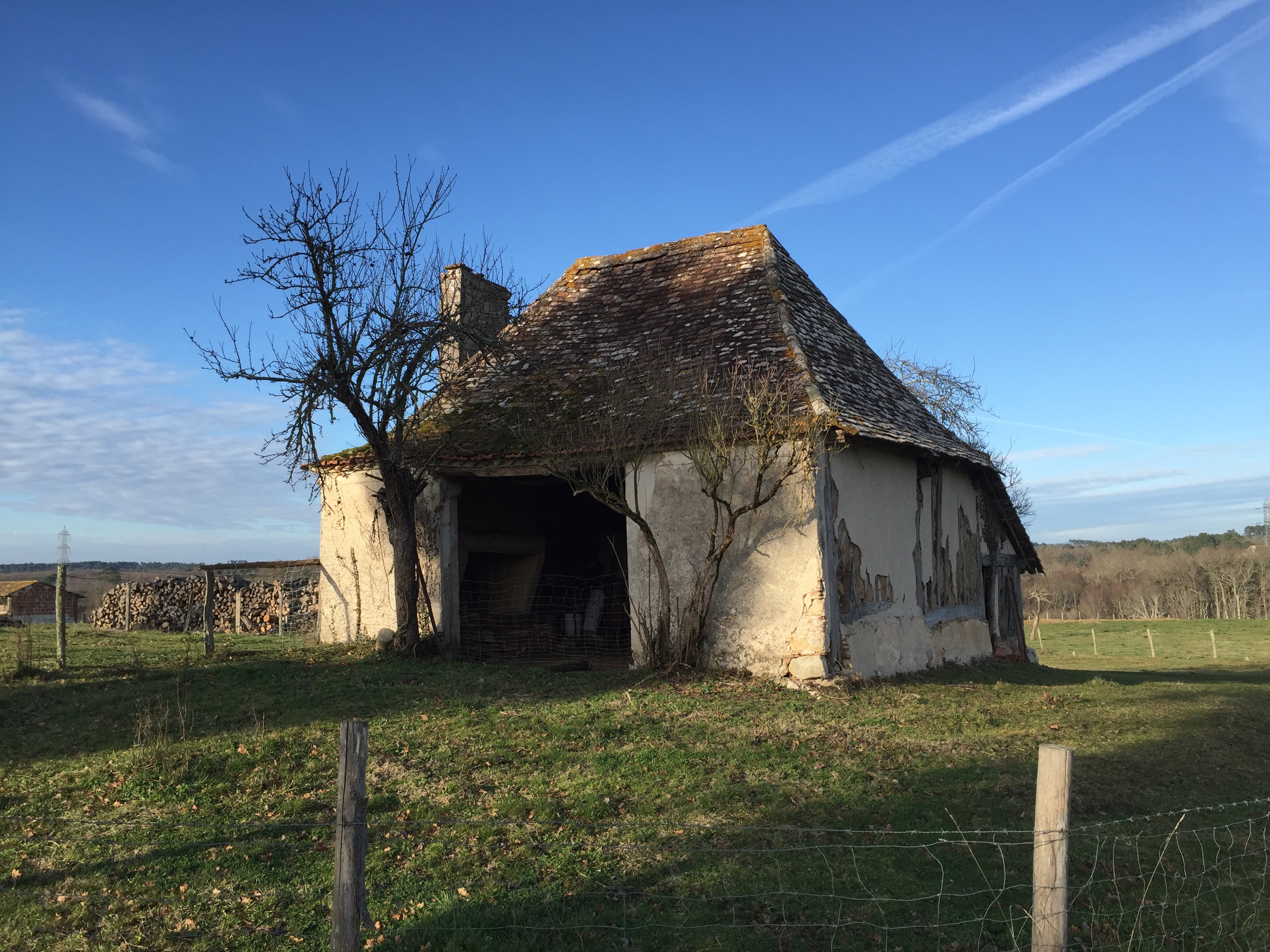
Abris
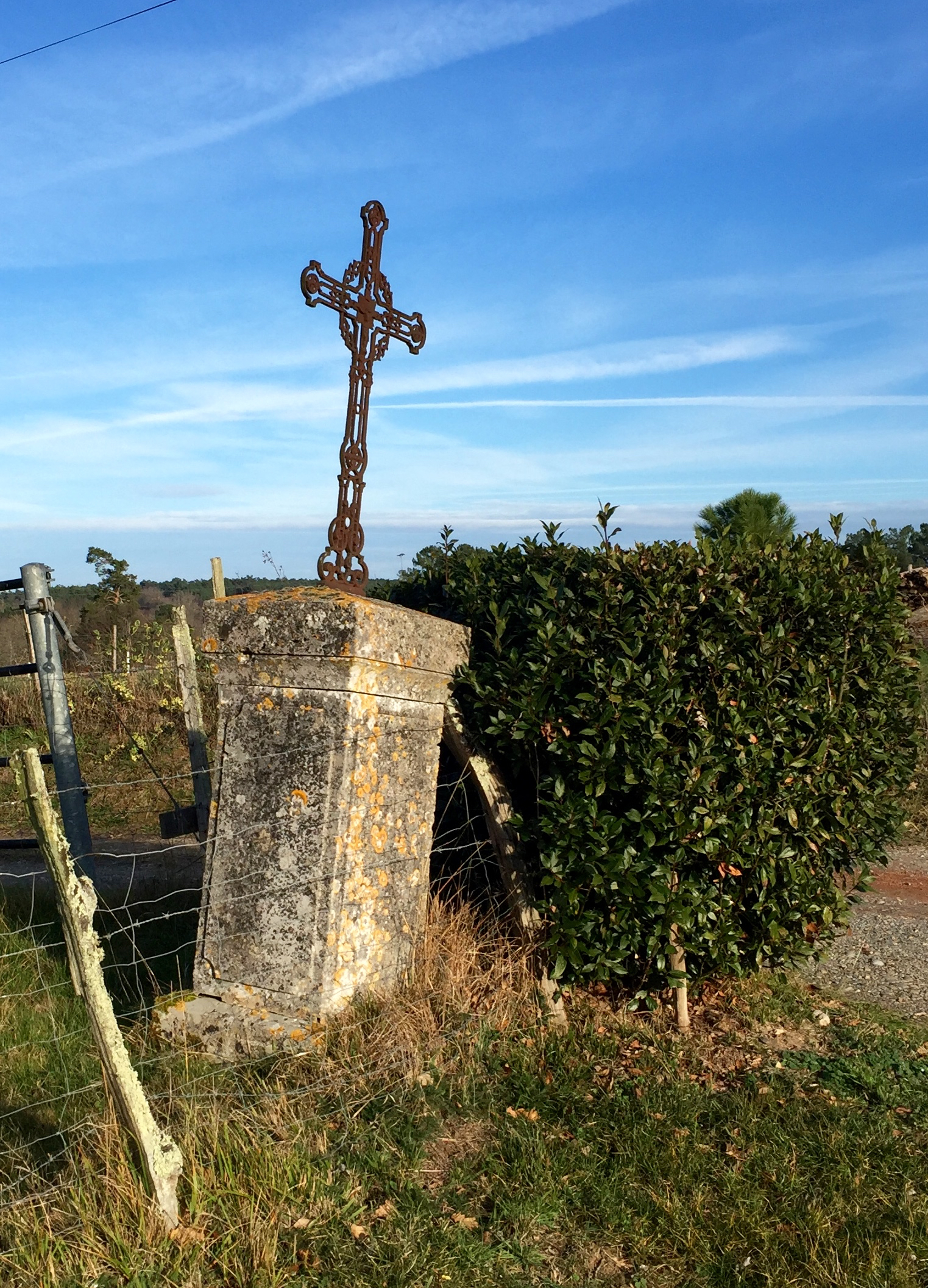
Jubilé 1876
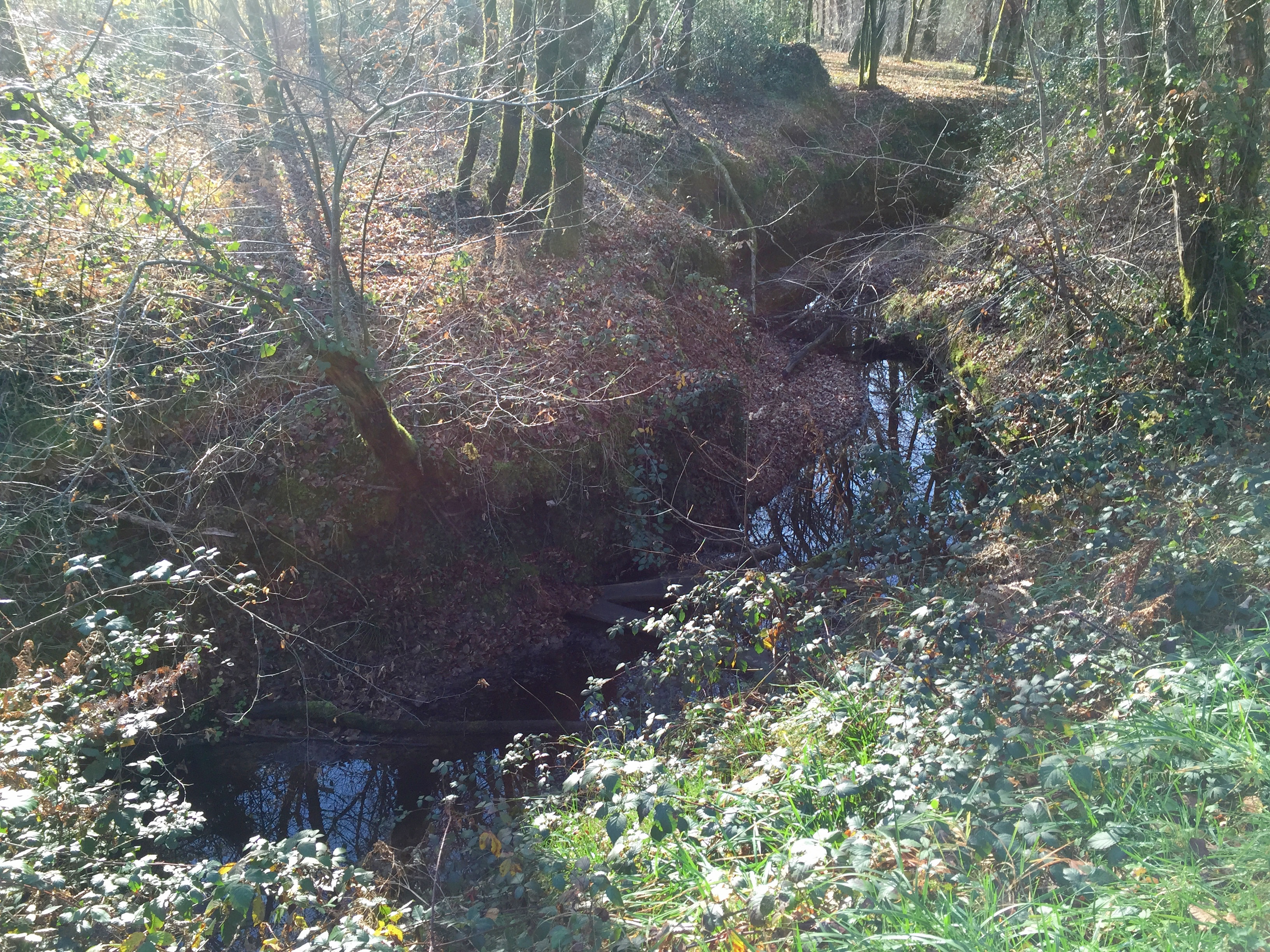
La Lidoire
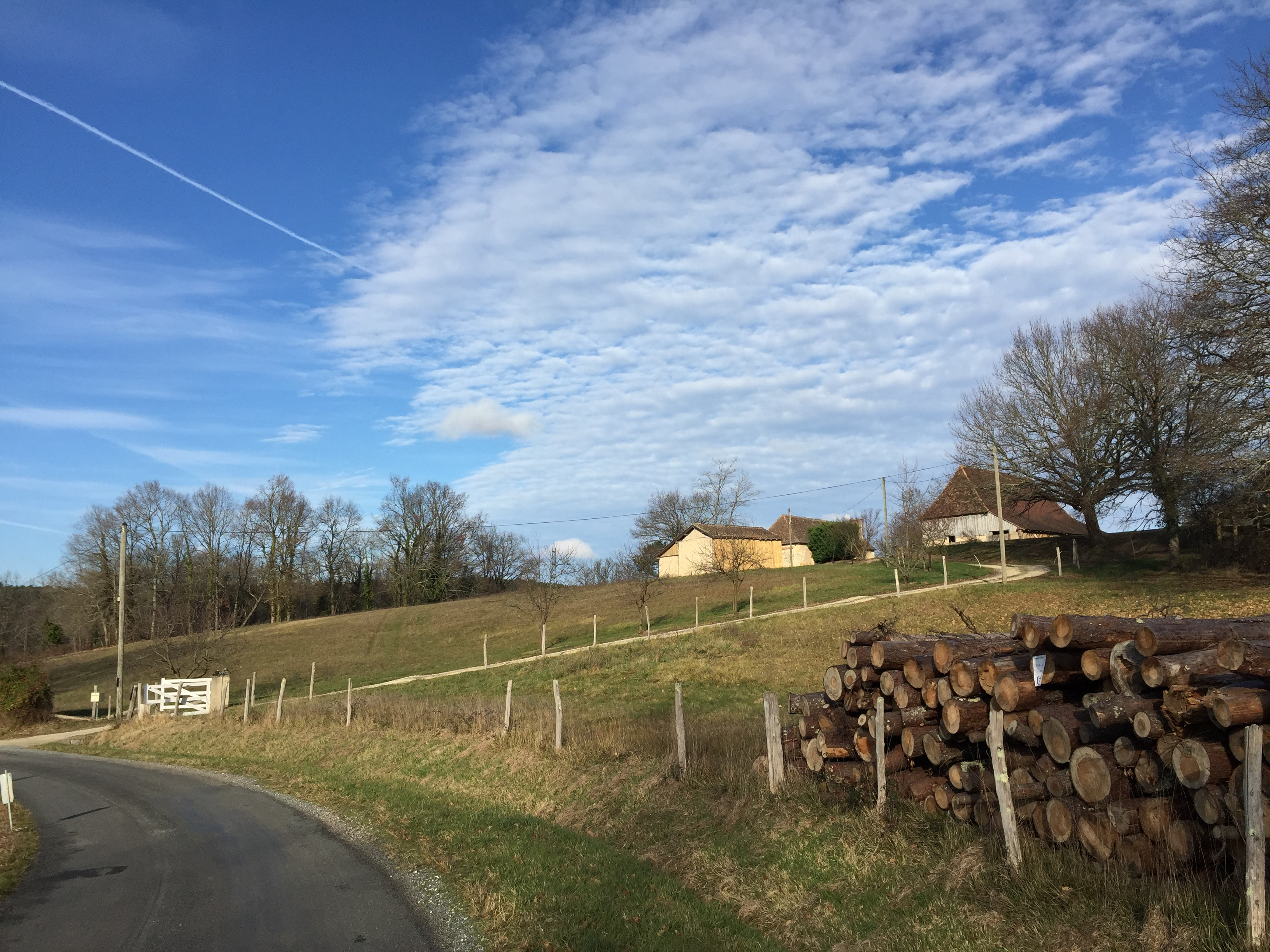
Hameau de Rieuxtord

### Personnalités liées à la commune
Le peintre expressionniste contemporain Sereirrof exerce son art dans l'ancien presbytère du village.

### Héraldique
| Blason de Fraisse | Blason  | De sinople à un arbre d'or, au chef cousu de gueules chargé d'une croix de Malte d'argent. |
| Blason de Fraisse | Détails | Armoiries officielles créées le 18 mars 2003.                                              |

## Pour approfondir